# اچ‌ام‌اس آلبیون (۱۸۴۲)
اچ‌ام‌اس آلبیون (۱۸۴۲) (به انگلیسی: HMS Albion (1842)) یک کشتی بود که طول آن ۲۰۴ فوت (۶۲ متر) بود. این کشتی در سال ۱۸۴۲ ساخته شد.